# Edward Hald
Nils Tove Edward Hald, född 17 september 1883 i Stockholm, död 4 juli 1980, var en svensk målare, glaskonstnär och grafiker.

## Biografi
Edward Hald var son till ingenjören Ditlef Hald. Efter mogenhetsexamen i Stockholm 1903 ägnade sig därefter åt handelsstudier. Edward Hald läste på handelshögskolan i Leipzig och ägnade sig därefter åt arkitekturstudier i Dresden. Han ville bli målare och fick sin konstnärliga utbildning 1907-1909 i Köpenhamn, vid Konstnärsförbundets skola i Stockholm och slutligen hos Henri Matisse i Paris. I sina porträtt och figurmålningar tillämpade Hald en modererad expressionism med klar komposition och fin känsla för linjerytm.
Edward Hald arbetade sedan på Rörstrands porslinsfabrik och Karlskrona Porslinsfabrik, där han formgav serviser. Hald bidrog starkt till Rörstrands framgångar på den omtalade Hemutställningen 1917 på Liljevalchs i Stockholm. Hald skapade bland annat serviserna Turbin, Halda, Sommar, Höst, Moln och Korg åren 1917–1920.
År 1917 kom Hald till Orrefors glasbruk, där han formgav både konstglas och bruksglas. Tillsammans med sin jämnårige kollega Simon Gate och mästarglasblåsaren Knut Bergqvist formgav han och ritade mönster till konstglas i den så kallade graaltekniken, framtagen av mästerblåsaren Knut Bergqvist sommaren 1916. Arkivhandlingar från Orrefors visar att Halds första formgivna graalglas var no 443 från 1917. Gates första var no 225 från samma år enligt den förda boken med skisser och formgivaruppgifter över Graalglasen i arkivet. Skisserna över graalglasen (inte bara Bergqvists B som dominerande formgivaruppgift under) visar också tydligt att det inte var skolade konstnärer som bestämde formerna av graalglasen till en början. Först efter 1918 ser man att konstnärens mera tyglade former och idéer börjar ta över. Och det är därefter som de formmässigt mest fulländade graalglasen kommer till på Orrefors. När konstnärerna Gate och Hald övertygat Bergqvist om att hålla tillbaka virtuositeten i hantverket, och när Bergqvist utvecklat tekniken så att konstnärerna fick full frihet att komponera sina mönster och dekorer, då nådde man närmast fulländning.
Orrefors konst- och bruksglas, framför allt det nya graverade glaset, fick uppmärksamhet på konst- och industriutställningen i Göteborg 1923. Men tidigare hade bland annat graalglas visats på utställningar i december 1916 och 1917. Det internationella genombrottet kom för Hald, Simon Gate och Orrefors glasbruk på världsutställningen i Paris 1925. I England myntades begreppet "Swedish grace" som den svenska varianten av art déco.
Edward Halds mästerverk och en av höjdpunkterna i hans karriär var Himmelsgloben, en 53 cm hög glasglob med ingraverade stjärnbilder som skapades till Stockholmsutställningen 1930. Himmelsgloben finns idag på Nationalmuseum i Stockholm. 1933 till 1944 var han glasbrukets vd där han tvingades till en balansgång mellan ekonomiska och konstnärliga intressen. Efter 1944 var han konstnärlig ledare på Orrefors. Han finns även representerad vid bland annat Moderna Museet,, Hallwylska museet, Skoklosters slott, Röhsska museet, Örebro läns museum och Kalmar Konstmuseum.
Han var far till designhistorikern Arthur Hald.

## Verk i urval

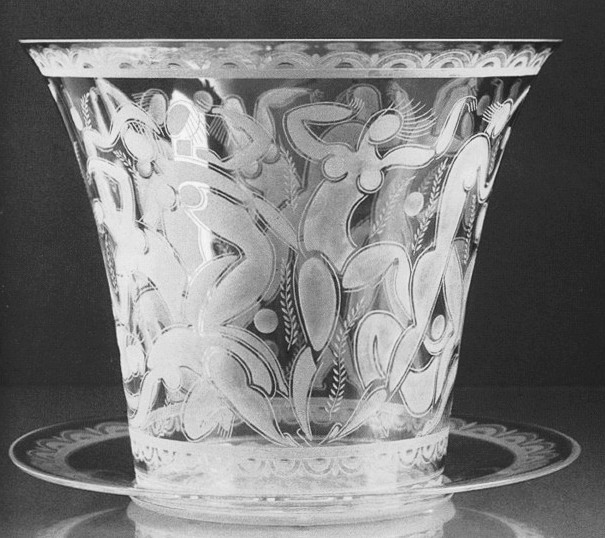
Edvard Halds pokal Bollspelande flickor från 1919.
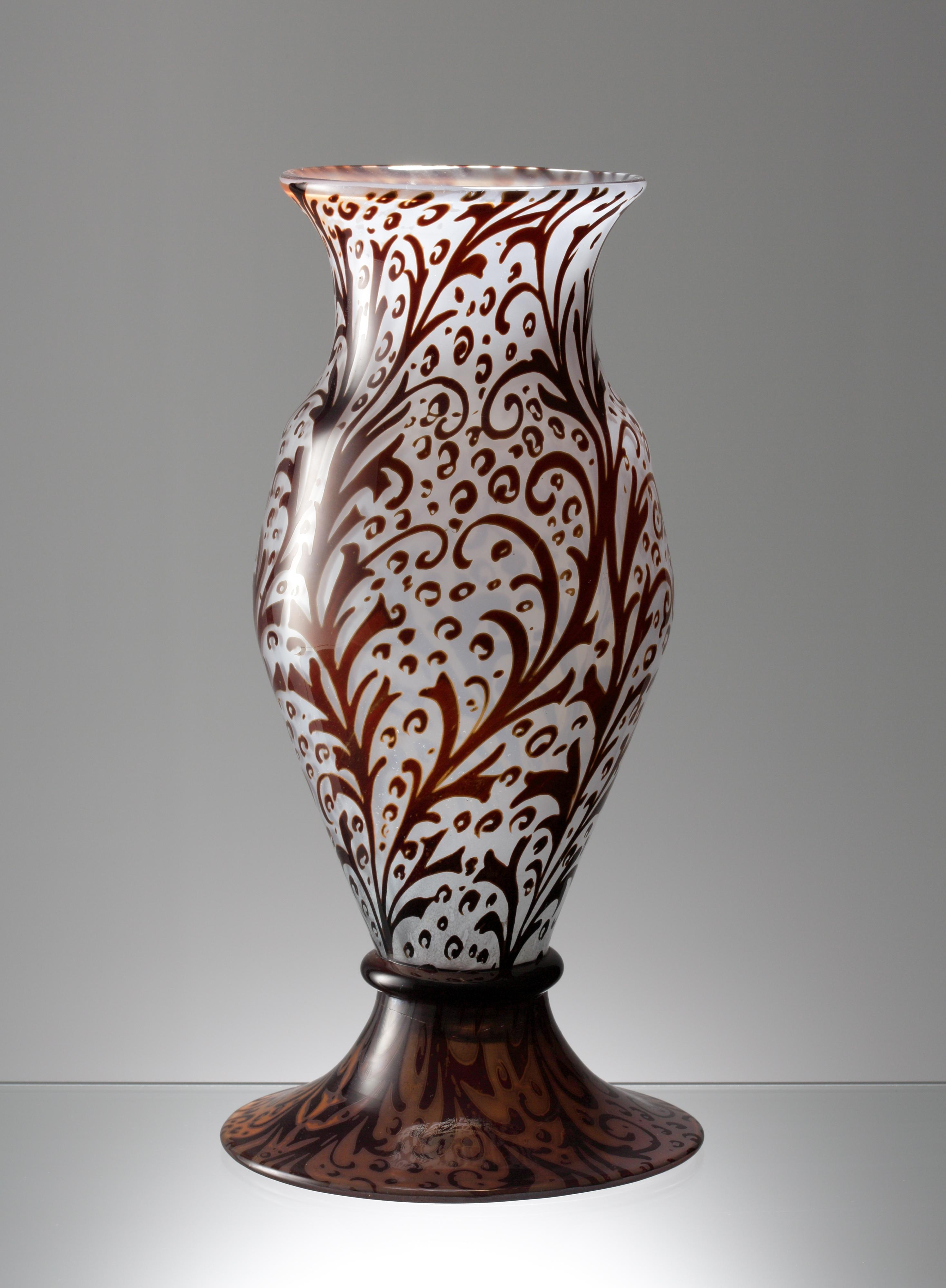
Graalvas, formgiven av Edward Hald, mönstret utfört av Heinrich Wollman och hyttarbetet utfört av Knut Bergqvist, 1919.
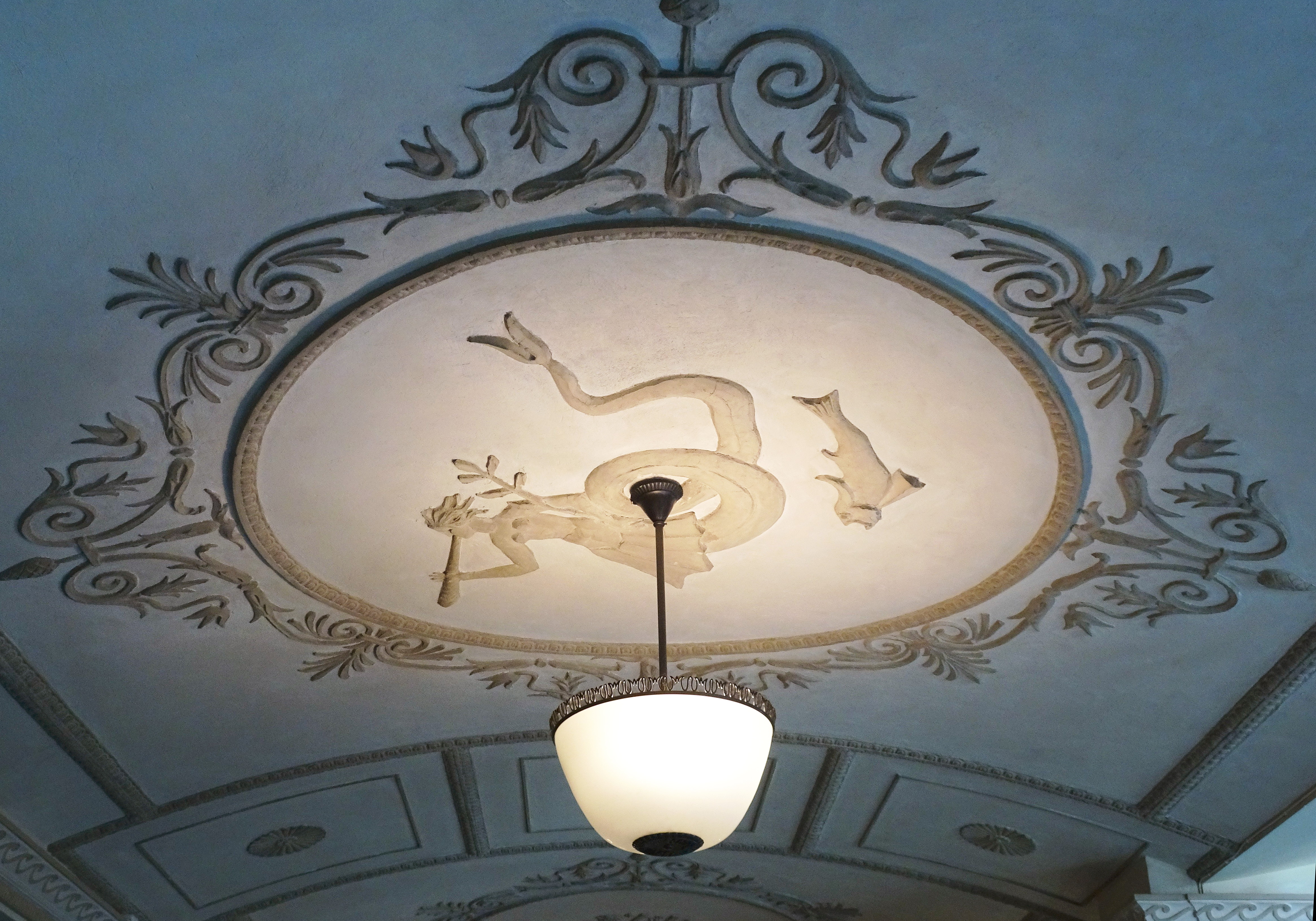
Stockholms konserthus, taklampa formgiven av Simon Gate och Edward Hald vid Orrefors.
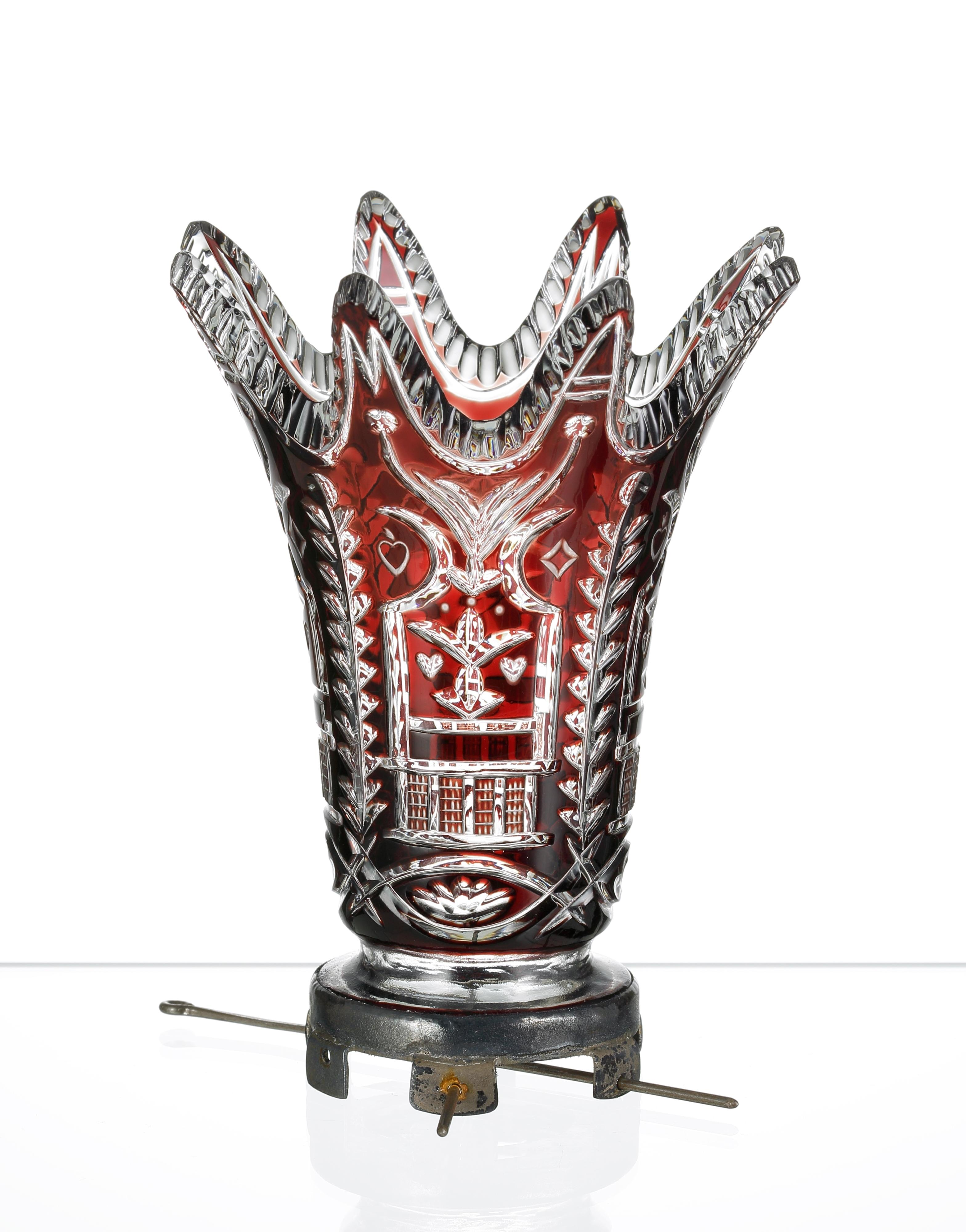
Brudkrona av glas och silver, tillverkad till dotterns bröllop 1946.